# 弹簧刀

通过按钮触发的弹簧刀

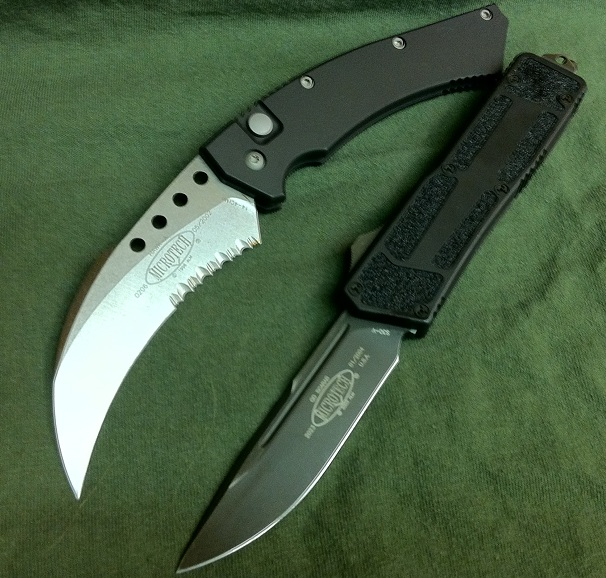
微技术Hawk卡簧刀（左）和Scarab直跳刀

弹簧刀（switchblade）又称自动伸缩刀、卡簧刀、跳刀，是一种在刀柄上装有可折叠或滑动刀片的刀，当触发刀柄上的按钮或机关时，刀片就会自动弹出。 大多数弹簧刀的设计都包含了锁定装置，当弹簧将刀片完全打开后，除非手动解锁，不然刀片就无法折叠或收回。

## 合法性

### 中国大陆
在中国大陆，带有自锁装置的弹簧刀属于管制刀具。
中华人民共和国公安部《管制刀具认定标准》：…… 3、带有自锁装置的弹簧刀（跳刀）：刀身展开或弹出后，可被刀柄内的弹簧或卡锁固定自锁的折叠刀具……
《中华人民共和国治安管理处罚法》第三十二条规定：“非法携带枪支、弹药或者弩、匕首等国家规定的管制器具的，处五日以下拘留，可以并处五百元以下罚款；情节较轻的，处警告或者二百元以下罚款。非法携带枪支、弹药或者弩、匕首等国家规定的管制器具进入公共场所或者公共交通工具的，处五日以上十日以下拘留，可以并处五百元以下罚款。”
《中华人民共和国刑法》第一百三十条规定：“非法携带枪支、弹药、管制刀具或者爆炸性、易燃性、放射性、毒害性、腐蚀性物品，进入公共场所或者公共交通工具，危及公共安全，情节严重的，处三年以下有期徒刑、拘役或者管制。”第二百九十七条规定：“违反法律规定，携带武器、管制刀具或者爆炸物参加集会、游行、示威的，处三年以下有期徒刑、拘役、管制或者剥夺政治权利。”

### 香港
根据香港法例217章《武器条例》第4条，任何人管有违禁武器，均属犯罪。违禁武器中包括：任何以弹簧或其他机械或电动装置露出刀刃的刀。